# Lysekils kommun
Lysekils kommun är en kommun i Västra Götalands län, i före detta Göteborgs och Bohus län. Centralort är Lysekil.
Lysekils kommun har en bruten topografi som präglas av ett flertal sprickdalar. Den är till stor del klädd med skog och området som utgör kommunen har mer än dubbelt så stor andel jordbruksmark som riket i övrigt. Leror i dalgångar och skyddade vikar ger förutsättningar för både strandängar och rikt fågelliv. Historiskt har näringslivet haft nära anknytning till de naturresurser som funnits: hav och sten. I början av  2020-talet var dock en tredjedel av kommunens förvärvsarbetande sysselsatta i industriföretag. 
Sedan kommunen bildades 1971 har invånarantalet legat stabilt mellan 13 766 invånare (1970) och 15 491 (1995). 
Socialdemokraterna har varit största parti i samtliga val. Mandatperioden 2022–2026 styr de i koalition med Vänsterpartiet, Lysekilspartiet och Miljöpartiet.

## Administrativ historik
Kommunens område motsvarar socknarna: Brastad, Bro, Lyse, Skaftö och en del av Morlanda socken. I dessa socknar bildades vid kommunreformen 1862 landskommuner med motsvarande namn och i Morlanda socken dessutom Fiskebäckskils och Grundsunds landskommuner. I området fanns även från 1863 Lysekils köping som 1 april 1903 ombildades till Lysekils stad.
Grundsunds municipalsamhälle inrättades 29 januari 1886 och upplöstes vid årsskiftet 1951/1952. Slättens municipalsamhälle inrättades 6 oktober 1911 och upplöstes 1930, när området uppgick i Lysekils stad. Östersidans municipalsamhälle inrättades 30 augusti 1912 och upplöstes vid årsskiftet 1957/1958.
Vid kommunreformen 1952 bildades storkommunerna Skaftö (av  Bokenäs, Dragsmark, Fiskbäckskil, Grundsund och Skaftö) och Stångenäs (av Brastad och Bro) samtidigt som Lyse landskommun uppgick i Lysekils stad.
Lysekils kommun bildades vid kommunreformen 1971 av Lysekils stad, Stångenäs landskommun och delar ur Skaftö landskommun (Skaftö församling, inklusive Grundsund och Fiskebäckskil).
Kommunen ingår sedan bildandet i Uddevalla tingsrätts domsaga.

## Geografi
Kommunen består dels av Stångenäset och dels av Skaftö. Lysekil ligger längst ut på Stångenäset vid inloppet till Gullmarsfjorden.
Lysekils kommun är belägen i de mellersta delarna av landskapet Bohuslän invid Skagerrak och har Sotenäs kommun i nordväst, Munkedals kommun i nordost, Uddevalla kommun i sydost och Orusts kommun i söder, alla i före detta Göteborgs och Bohus län.

### Topografi och hydrografi
Kommunens berggrund utgörs primärt av bohusgranit. Topografi är bruten och präglas av ett flertal sprickdalar. Bland annat Brofjorden och Gullmarsfjorden har delvis  bildats genom glacialerosion, framför allt i inre delar av sprickdalar. Berggrunden är täckt med ett tunt jordtäcke. 
Hällmark är vanligt förekommande, framförallt i skärgården som delvis utgörs av ett gammalt kulturlandskap och inkluderar öar som Skaftö, Gåsö, Stora Kornö och Lilla Kornö. Leror i dalgångar och skyddade vikar vilket  ger förutsättningar för både strandängar och  rikt fågelliv.
Nedan presenteras andelen av den totala ytan 2020 i kommunen jämfört med riket.
|  | Bebyggelse (11,6 %) |

|  | Skog (41,7 %) |

|  | Öppen myrmark (0,7 %) |

|  | Jordbruksmark (17,4 %) |

|  | Övrig mark (28,5 %) |

|  | Bebyggelse (3,1 %) |

|  | Skog (68,0 %) |

|  | Öppen myrmark (7,2 %) |

|  | Jordbruksmark (7,4 %) |

|  | Övrig mark (14,3 %) |

### Naturskydd
År 2021 fanns 10 naturreservat i Lysekils kommun. Som exempel på Naturreservat kan nämnas Stångehuvuds naturreservat som utgörs av "den sydligaste utlöparen av det bohuslänska granitområdet". Reservatet är 48 hektar och bildades 1983. Det förvaltas av Lysekils kommun och Kungliga Vetenskapsakademin.

### Administrativ indelning
Fram till 2016 var kommunen för befolkningsrapportering indelad i fem församlingar: Brastads, Bro, Lyse, Lysekils och Skaftö.

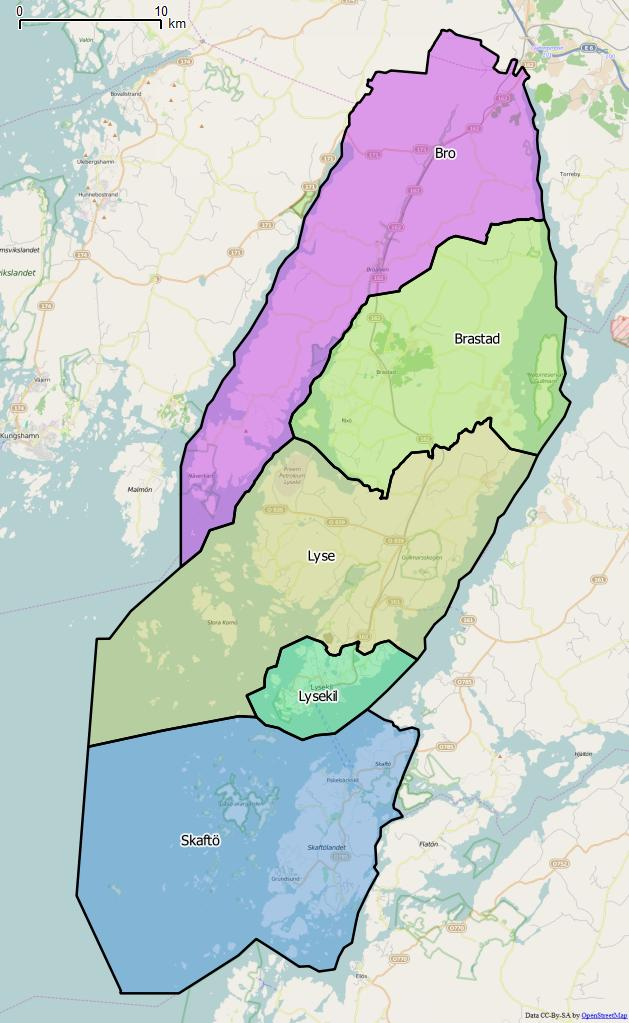
Distrikt inom Lysekils kommun

Från 2016 indelas kommunen istället i fem  distrikt: Brastad, Bro, Lyse, Lysekil och Skaftö.

### Tätorter
År 2020 bodde 75,3 procent av kommunens invånare i någon av kommunens tätorter, vilket var lägre än motsvarande siffra för riket där genomsnittet var 87,6 procent. Vid Statistiska centralbyråns tätortsavgränsning 2020 fanns det fyra tätorter i Lysekils kommun:
| Tätort        | Befolkning |
| ------------- | ---------- |
| Lysekil       | 7 728      |
| Brastad       | 1 972      |
| Grundsund     | 637        |
| Fiskebäckskil | 248        |

## Styre och politik

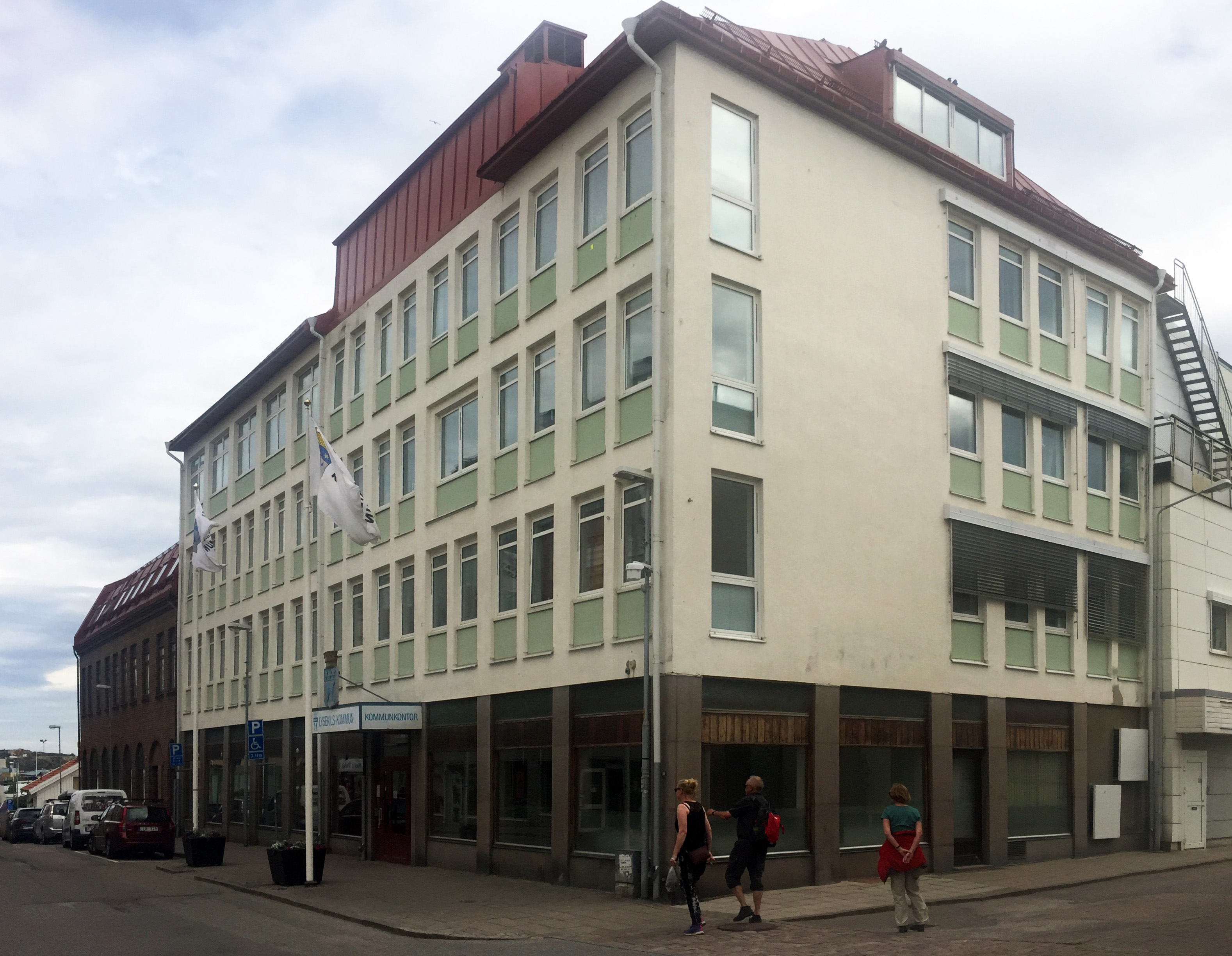
Lysekils kommunhus

### Styre
Efter valet 2006 fick Lysekils kommun borgerligt minoritetsstyre för första gången sedan 1920-talet. Den tidigare röda dominansen inom politiken hänger samman med att Lysekil med omnejd under hela 1900-talet har dominerats av industrinäring. Det finns dock en klar politisk skillnad mellan kommunens delar norr och söder om Gullmarn: På Stångenäset, med sina industrisamhällen, dominerar de socialistiska partierna. På Skaftö däremot finns en lång borgerlig tradition. Här har småföretagsamhet inom fiske, turism etc. präglat bygden. I sammanhanget kan nämnas att Kommunistiska partiet har sitt starkaste fäste i Lysekils kommun. 
Mandatperioden 2014–2018 styrdes kommunen av en fyrpartikoalition i minoritet bestående av Socialdemokraterna, Liberalerna, Moderaterna och Centerpartiet. Efter valet 2018 valde Moderaterna att gå i opposition och Socialdemokraterna, Liberalerna och Centerpartiet styr sedan dess vidare tillsammans med Miljöpartiet i minoritet.
Efter valet 2022 bildades ett nytt minoritetsstyre bestående av Socialdemokraterna, Lysekilspartiet och Miljöpartiet. I februari 2023 valde Vänsterpartiet att lämna sin valtekniska samverkan med Kommunistiska Partiet för att istället gå med i styret av kommunen, som då fick ett majoritetsstyre.

### Kommunfullmäktige

#### Presidium
| Presidium 2022–2026    | Presidium 2022–2026 | Presidium 2022–2026   |
| ---------------------- | ------------------- | --------------------- |
| Ordförande             | S                   | Klas-Göran Henriksson |
| Förste vice ordförande | S                   | Marielle Stenström    |
| Andre vice ordförande  | SD                  | Daniel Arvidsson      |

#### Mandatfördelning 1970–2022
|  | 23 | 5 | 8 | 4 |

| 37 |

| 2 | 21 | 6 | 7 | 5 |

| 35 | 6 |

|  | 21 | 7 | 7 | 5 |

| 33 | 8 |

|  | 21 |  | 5 | 7 | 6 |

| 29 | 12 |

|  | 23 |  | 4 | 5 | 7 |

| 30 | 11 |

|  | 21 |  |  | 3 | 7 |  | 6 |

| 33 | 8 |

|  | 19 | 3 | 2 | 3 | 7 |  | 5 |

| 30 | 11 |

|  | 19 |  |  | 2 | 2 | 6 | 2 | 7 |

| 30 | 11 |

|  | 23 | 2 | 2 | 2 | 4 |  | 6 |

| 28 | 13 |

| 2 | 21 | 2 | 2 | 2 | 5 |  | 6 |

| 26 | 15 |

| 2 | 20 |  | 2 |  |  | 9 |  | 4 |

| 24 | 17 |

| 17 | 2 | 2 | 2 | 2 | 9 |  | 6 |

| 23 | 18 |

|  | 14 | 2 | 3 |  | 2 |  | 2 | 10 | 5 |

| 24 | 17 |

| 2 | 7 | 2 | 2 | 3 | 7 |  | 3 |  | 3 |

| 19 | 12 |

| 2 | 8 |  | 2 | 4 | 7 | 2 | 2 | 3 |

| 20 | 11 |

| 2 | 8 |  | 2 | 5 | 5 |  | 2 | 5 |

| 16 | 15 |

### Nämnder

#### Kommunstyrelse
| Presidium 2022–2026    | Presidium 2022–2026 | Presidium 2022–2026 |
| ---------------------- | ------------------- | ------------------- |
| Ordförande             | S                   | Jan-Olof Johansson  |
| Förste vice ordförande | LP                  | Ronald Rombrant     |
| Andre vice ordförande  | M                   | Ulf Hanstål         |

#### Övriga nämnder
| Nämnd                   | Ordförande | Ordförande           | Vice ordförande | Vice ordförande         |
| ----------------------- | ---------- | -------------------- | --------------- | ----------------------- |
| Socialnämnden           | S          | Ricard Söderberg     | M               | Philip Nordqvist        |
| Jävsnämnden             | LP         | Lars-Olof Stilgård   | M               | Lars-Åke Olsson         |
| Samhällsbyggnadsnämnden | LP         | Björn Martinsson     | M               | Marina Karlgren Jonsson |
| Utbildningsnämnden      | S          | Christina Gustavsson | SD              | Christoffer Zakariasson |
| Valnämnden              | S          | Roger Siverbrant     | L               | Leif Ström              |

## Ekonomi och infrastruktur

### Näringsliv
I början av 2020-talet var en tredjedel av de förvärvsarbetande sysselsatta i industriföretag, varav Preemraff Lysekil vid Brofjorden var det dominerande företaget. Bland andra industriföretag kan nämnas G&M Envases Universales Sweden AB (metallförpackningar) och Carpe Diem Beds of Sweden, H-fönstret i Lysekil AB  och Husqvarna AB. Av betydelse för det lokala näringslivet var även besöksnäringen och  utvecklingen av nya företag inom den maritima sektorn.

### Infrastruktur

#### Transporter
Från Lysekil åt nordöst sträcker sig länsväg 162 som ansluter till E6 mellan Munkedal och Dingle. I höjd med den inre delen av Åbyfjorden avtar länsväg 171 åt väster och Kungshamn. Via bilfärjan Gullmarsleden över Gullmarsfjorden finns anknytning till riksväg 44 som sträcker sig österut mot Uddevalla.

## Befolkning

### Demografi

#### Befolkningsutveckling
Kommunen har 13 907 invånare (31 december 2024), vilket placerar den på 168:e plats avseende folkmängd bland Sveriges kommuner. 
| Befolkningsutvecklingen i Lysekils kommun 1970–2020 | Befolkningsutvecklingen i Lysekils kommun 1970–2020 | Befolkningsutvecklingen i Lysekils kommun 1970–2020 | Befolkningsutvecklingen i Lysekils kommun 1970–2020 | Befolkningsutvecklingen i Lysekils kommun 1970–2020 |
| --------------------------------------------------- | --------------------------------------------------- | --------------------------------------------------- | --------------------------------------------------- | --------------------------------------------------- |
|                                                     |                                                     |                                                     |                                                     |                                                     |
| År                                                  |                                                     |                                                     | Folkmängd                                           |                                                     |
| 1970                                                | 1970                                                |                                                     | 13 766                                              |                                                     |
| 1975                                                | 1975                                                |                                                     | 15 076                                              |                                                     |
| 1980                                                | 1980                                                |                                                     | 15 037                                              |                                                     |
| 1985                                                | 1985                                                |                                                     | 14 869                                              |                                                     |
| 1990                                                | 1990                                                |                                                     | 15 197                                              |                                                     |
| 1995                                                | 1995                                                |                                                     | 15 491                                              |                                                     |
| 2000                                                | 2000                                                |                                                     | 14 848                                              |                                                     |
| 2005                                                | 2005                                                |                                                     | 14 657                                              |                                                     |
| 2010                                                | 2010                                                |                                                     | 14 521                                              |                                                     |
| 2015                                                | 2015                                                |                                                     | 14 464                                              |                                                     |
| 2020                                                | 2020                                                |                                                     | 14 366                                              |                                                     |

## Kultur

### Museum
År 2021 fanns två museum i Lysekils kommun. Det bohuslänska kulturhistoriska sällskapet Vikarvet driver ett kulturhistoriskt museum med samma namn i centralorten. Det andra museet drivs av Föreningen L Laurin och är beläget i Skandiaverkens gamla lokaler. Syftet är att visa Lysekils Mekaniska Verkstads "betydelse för Lysekil, samt att visa tändkulemotorns utveckling och betydelse". Föreningen L Laurin äger och driver även bogserbåten Harry, en del av arbetslivsmuseet.

### Kulturarv
Området som numer utgörs av Lysekils kommun har en lång tradition av att näringslivet varit kopplat till de naturresurser som funnits tillgängligt; hav och sten. FIskelägen uppstod under medeltiden och betydelsefulla vattenleder har gynnat handeln och sjöfarten. Under slutet av medeltiden grundades kommunens äldsta stadsdel Gamlestaden. Under 1800-talet utmärkte sig området som badort och samtidigt blev stenhanteringen en av områdets huvudnäringar.
I kommunen finns det K-märkta fartyget T/S Kvartsita.

### Sport
I kommunen finns handbollsklubben Lysekils HK samt fotbollsklubbarna Lysekils AIK och Stångenäs AIS. Här finns också idrottsanläggningarna Gullmarsvallen och Gullmarsborg.

### Kommunvapen
Blasonering: I fält av silver två stolpvis ställda blå fiskar med ryggarna mot varandra och däröver en blå ginstam, belagd med tre sexuddiga stjärnor av silver.
Den dåvarande köpingen Lysekil antog den 6 december 1895 ett (ej fastställt) vapen med en delfin, vars blasonering löd en gyllene delfin i blått fält, där delfinen och den blå färgen syftar på ortens läge vid havet och fisket. 
När sedan Lysekil blev stad år 1903 blev dock inte längre köpingens vapen använt, utan ett nytt vapen, det nuvarande, komponerades istället. Detta fastställdes två år senare för staden av Kungl Maj:t den 25 maj 1905. Stjärnorna anknyter till traditionen att Lysekil förr i tiden ska ha använt sig av ett sigill med en stjärna. Denna stjärna skall antingen ha syftat på själva ortnamnet eller dess grundläggares namn, amiral Strömstierna. Fiskarna och den blå färgen syftar åter igen på ortens läge vid havet och fisket.
Efter sammanslagningen 1971 kom det sig naturligt att detta vapen fortsatte att föras även av den nuvarande kommunen, inte minst då det ej fanns några andra vapenförande enheter inom dess område.

Lysekils köping (1895–1903)
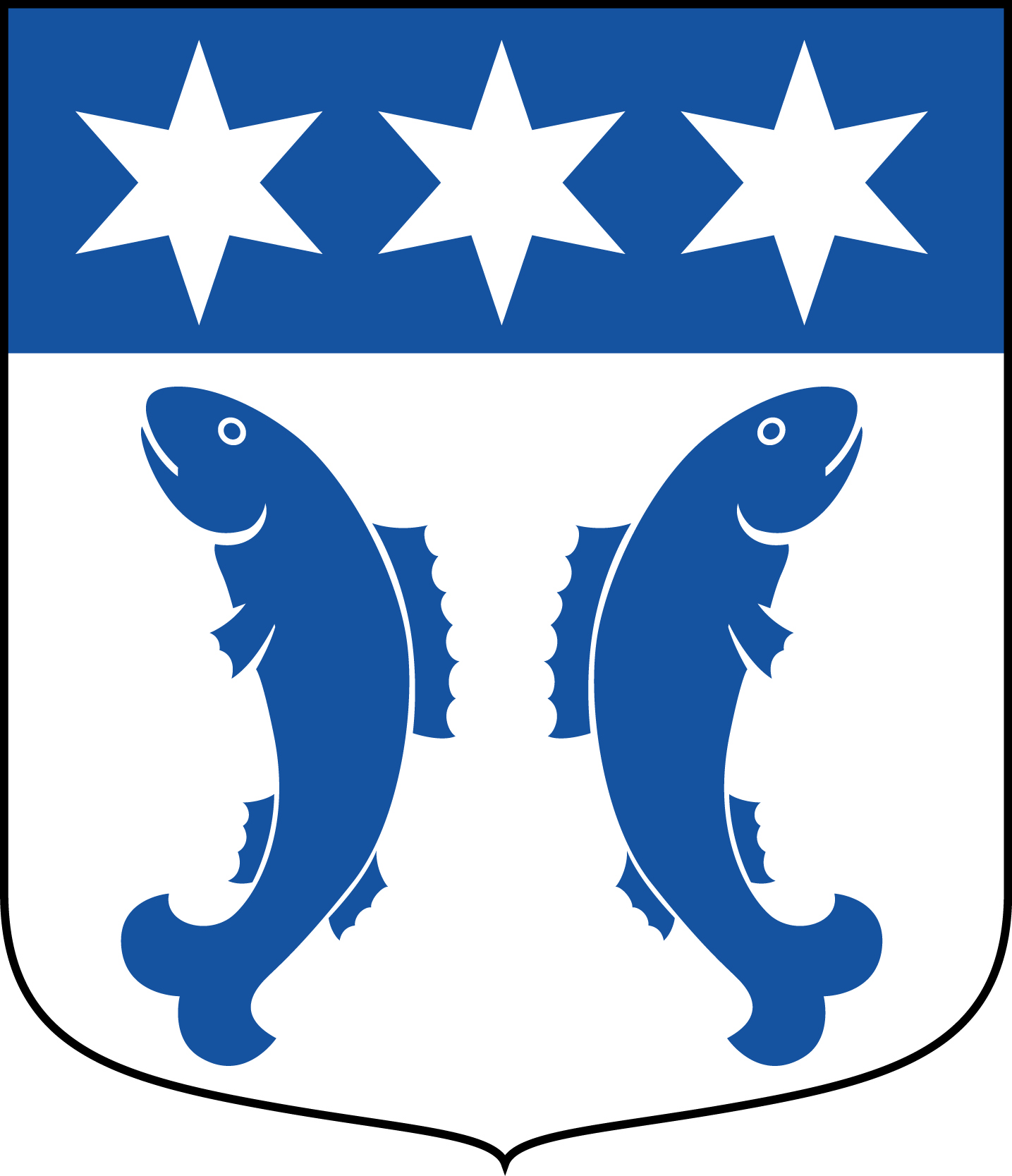
Lysekils stad (1905–1970) Lysekils kommun (1971-)